# Премия TVyNovelas за лучшую развлекательную программу
Премия TVyNovelas за лучшую развлекательную программу (исп. Mejor programa de entretenimiento) — престижная ежегодная награда за лучшую развлекательную программу на телевидении Мексики, производства телекомпании Televisa, присуждаемая в рамках премии TVyNovelas.
Ранее эта номинация носила название «Лучшая музыкальная или развлекательная программа» (исп. Mejor programa musical o de variedades), однако в 2013 году была разделена на подкатегории «Лучшая развлекательная программа» и «Лучшая многожанровая программа» (исп. Mejor programa de variedades). Первая награда в этой номинации была вручена в 1983 году программе «XE-TU».

## Номинанты и победители
В списке приведены сведения о номинантах и победителях, сгруппированные по церемониям (годам) и десятилетиям. В таблицы включены названия программ, за которые получена номинация.
Победители каждого года указаны первыми в списке, выделены полужирным шрифтом на золотом фоне.

### 1980-е
| Год  | Название программы                                   | Год  | Название программы                         |
| ---- | ---------------------------------------------------- | ---- | ------------------------------------------ |
| 1983 | XE-TU                                                | 1987 | Еженедельно в воскресенье                  |
| 1984 | Еженедельно в воскресенье                            | 1987 | Шоу-бизнес (исп. El mundo del espectáculo) |
| 1985 | Еженедельно в воскресенье                            | 1987 | Видео-хиты (исп. Vídeo éxitos)             |
| 1985 | Семья вместе с Чабелой (исп. En Familia con Chabelo) | 1987 | XE-TU                                      |
| 1986 | Еженедельно в воскресенье                            | 1988 | Еженедельно в воскресенье                  |
| 1986 | В живую (исп. En vivo)                               | 1989 | Еженедельно в воскресенье                  |
| 1986 | Видео-хиты (исп. Vídeo éxitos)                       |      |                                            |
| 1986 | XE-TU                                                |      |                                            |

### 1990-е
| Год  | Название программы                                | Год  | Название программы                                         |
| ---- | ------------------------------------------------- | ---- | ---------------------------------------------------------- |
| 1990 | Еженедельно в воскресенье                         | 1993 | Еженедельно в воскресенье                                  |
| 1991 | Еженедельно в воскресенье                         | 1993 | Ну давай! (исп. ¡Ándale!)                                  |
| 1991 | Звёзды 90-х (исп. Estrellas de los 90)            | 1993 | Вкус ночи (исп. El sabor de la noche)                      |
| 1991 | Награждение великих (исп. Galardón a los grandes) | 1993 | Сокровенный вечер (исп. Noche de valores)                  |
| 1991 | Сокровенный вечер (исп. Noche de valores)         | 1993 | Ай-да, посмотрим на Америку! (исп. Y Veró América... ¡Va!) |
| 1991 | Совершенно особенные (исп. Los super especiales)  | 1994 | Еженедельно в воскресенье                                  |
| 1992 | Еженедельно в воскресенье                         | 1994 | Возьми с собой! (исп. Llévatelo)                           |

### 2000-е
| Год  | Название программы | Год  | Название программы                                   |
| ---- | ------------------ | ---- | ---------------------------------------------------- |
| 2001 | Другая роль        | 2007 | Пародия                                              |
| 2003 | Другая роль        | 2007 | Сегодня                                              |
| 2003 | Операция «Триумф»  | 2007 | Пошевеливайся! (исп. ¡Muévete!)                      |
| 2005 | Пародия            | 2007 | Наш дом (исп. Nuestra casa)                          |
| 2005 | Другая роль        | 2007 | Другая роль                                          |
| 2005 | Сегодня            | 2008 | Сегодня                                              |
| 2006 | Пародия            | 2008 | Пошевеливайся! (исп. ¡Muévete!)                      |
| 2006 | Другая роль        | 2008 | Да здравствует утро! (исп. Viva la mañana)           |
| 2006 | Сегодня            | 2009 | Десмадруга 2                                         |
| 2006 | Слухи              | 2009 | Сколько не жалко отдать (исп. Cuanto quieres perder) |
|      |                    | 2009 | Сегодня                                              |
|      |                    | 2009 | Ночное ТВ (исп. TV de noche)                         |

### 2010-е
| Год  | Название программы                    | Год  | Название программы                          |
| ---- | ------------------------------------- | ---- | ------------------------------------------- |
| 2010 | Говорят 100 мексиканцев               | 2016 | Сегодня                                     |
| 2010 | Сегодня                               | 2016 | Звезда 2 (исп. Estrella 2)                  |
| 2010 | Скольжение (исп. Resbalón)            | 2016 | Сабадасо (исп. Sabadazo)                    |
| 2010 | 12 сердец (исп. 12 Corazones)         | 2016 | Адаль «Шоу» (исп. Adal «El Show»)           |
| 2011 | Сегодня                               | 2017 | Сегодня                                     |
| 2011 | Десмадруга 2                          | 2017 | Давай, рассказывай! (исп. Cuéntamelo ya)    |
| 2011 | Оно того стоит (исп. Se Vale)         | 2017 | Эль Коке ва (исп. El Coque va)              |
| 2012 | Сегодня                               | 2017 | Игра звёзд (исп. El juego de las estrellas) |
| 2012 | Оно того стоит (исп. Se Vale)         | 2017 | Вспомнить и выиграть (исп. Recuerda y Gana) |
| 2012 | Сабадасо (исп. Sabadazo)              | 2018 | Сегодня                                     |
| 2013 | Сегодня                               | 2018 | Давай, рассказывай! (исп. Cuéntamelo ya)    |
| 2013 | Врачи (исп. Los Doctores)             | 2018 | Эль Коке ва (исп. El Coque va)              |
| 2013 | Сабадасо (исп. Sabadazo)              | 2019 | Сегодня                                     |
| 2014 | Сегодня                               | 2019 | Давай, рассказывай! (исп. Cuéntamelo ya)    |
| 2014 | Вечер с Юри (исп. Una noche con Yuri) | 2019 | Чужаки (исп. Intrusos)                      |
| 2014 | Звезда 2 (исп. Estrella2)             | 2019 | Поздней ночью (исп. Más noche)              |
| 2015 | Сегодня                               |      |                                             |
| 2015 | Звезда 2 (исп. Estrella 2)            |      |                                             |
| 2015 | Сабадасо (исп. Sabadazo)              |      |                                             |

## Рекорды и достижения
- Программа, получившая наибольшее количество наград (11):
  - Еженедельно в воскресенье
- Программа, имеющая самое большое количество номинаций (11):
  - Еженедельно в воскресенье
- Программа, имеющая самое большое количество не выигранных номинаций (4):
  - Сабадасо (исп. Sabadazo)
- Программа, выигравшая номинацию с самым маленьким интервалом между победами:
  - Еженедельно в воскресенье — 11 лет подряд